# Saison 1998-1999 des Girondins de Bordeaux
Maillots
Dernière mise à jour : 15 décembre 2012.
Chronologie
Saison précédente Saison suivante
La saison 1998-1999 des Girondins de Bordeaux est la 51e saison du club dans le championnat de France et la 7e consécutive au sein de l'élite française depuis sa remontée en 1992-1993 à la suite de sa rétrogradation administrative en 1991-1992. Les Girondins remportent pour la cinquième fois de leur histoire le titre de champion de France, douze ans après leur dernier titre en 1987. Cette victoire collective est aussi reconnue individuellement puisqu'Ali Benarbia et Élie Baup sont respectivement désignés meilleur joueur et meilleur entraîneur de la Première Division lors des trophées UNFP.
Pour cette saison, le club est entraîné par Élie Baup, en poste depuis décembre 1997, date à laquelle il remplace Guy Stéphan dont il était l'adjoint depuis le début de la saison. Cet ancien gardien de but, reconverti entraîneur dès l'âge de 21 ans connait sur le banc de Bordeaux sa deuxième expérience en tant qu'entraîneur principal après avoir entraîné l'AS St-Étienne entre 1994 et 1996. Le club est dirigé par le tandem Jean-Louis Triaud et Jean-Didier Lange. Lange était déjà le collaborateur d'Alain Afflelou depuis 1990 tandis que Triaud remplace dernier en 1996. À l'issue de la saison, Triaud devient l'unique président du club alors que M6 en devient l'actionnaire majoritaire.
Les Girondins sont sacrés champions après une lutte très serrée avec l'Olympique de Marseille qu'ils devancent finalement d'un point. Le parcours en coupe est en revanche moins glorieux puisque les Girondins sont éliminés dès leur entrée en compétition en Coupe de France et en Coupe de la Ligue. Ils sont sortis respectivement par le FC Metz en 32e de finale et en 16e de finale par Le Havre AC. Ayant fini cinquièmes du dernier championnat, ils sont également engagés en Coupe de l'UEFA où ils sont éliminés par Parme en quarts de finale.

## Avant-saison

### Transferts
| Mercato d’été        |                      |                     |                        |
| Nom                  | Nationalité          | Transfert           | Provenance/Destination |
| Arrivées             |                      |                     |                        |
| Ivan Vukomanović     | Serbie-et-Monténégro | Transfert           | Obilić Belgrade        |
| Ali Benarbia         | Algérie              | Transfert           | AS Monaco              |
| Victor Torres Mestre | Espagne              | Transfert           | Espanyol Barcelone     |
| Hervé Alicarte       | France               | Transfert           | Montpellier HSC        |
| Retours de prêt      |                      |                     |                        |
| Cédric Anselin       | France               | Retour de prêt      | Lille OSC              |
| Kaba Diawara         | France / Guinée      | Retour de prêt      | Stade rennais          |
| Départs              |                      |                     |                        |
| Stéphane Ziani       | France               | Transfert définitif | Deportivo La Corogne   |
| Paulo Sérgio Gralak  | Brésil               | Transfert           | Istanbulspor           |
| Patrick Blondeau     | France               | Transfert           | Olympique de Marseille |
| Peter Luccin         | France               | Transfert           | Olympique de Marseille |
| Prêts                |                      |                     |                        |
| Marc Zanotti         | France               | Prêt                | AS Nancy-Lorraine      |
| Mercato d’hiver      |                      |                     |                        |
| Arrivées             |                      |                     |                        |
| Prêts                |                      |                     |                        |
| Iván Pérez Muñoz     | Espagne              | Prêt                | Betis Séville          |
| Départs              |                      |                     |                        |
| Kaba Diawara         | France / Guinée      | Transfert (3.75 M€) | Arsenal                |

## Les rencontres de la saison

### Division 1
Le parcours des Girondins en championnat fut remarquable puisque de la première à la dernière journée, ils ont toujours occupé les deux premières places du classement. En s'inclinant à six reprises, ils ont toutefois subi plus de défaites que leur concurrent direct pour le titre, l'Olympique de Marseille qui n'a perdu que cinq fois en championnat. Avec 66 buts inscrits, les Bordelais finissent leur saison avec la meilleure attaque de la Première Division tandis que leur défense qui a encaissé 29 buts est la deuxième meilleure, derrière Marseille qui a pris 28 buts.

#### Classement final et statistiques
Extrait du classement de Ligue 1 1998-1999
| Rang | Équipe                 | Pts | J  | G  | N  | P  | Bp | Bc | Diff |
| --- | ---------------------- | --- | -- | -- | -- | -- | -- | -- | ---- |
| 1 | Girondins de Bordeaux  | 72  | 34 | 22 | 6  | 6  | 66 | 29 | +37  |
| 2 | Olympique de Marseille | 71  | 34 | 21 | 8  | 5  | 56 | 28 | +28  |
| 3 | Olympique lyonnais     | 63  | 34 | 18 | 9  | 7  | 51 | 31 | +20  |
| 4 | AS Monaco              | 62  | 34 | 18 | 8  | 8  | 52 | 32 | +20  |
| 5 | Stade rennais          | 59  | 34 | 17 | 8  | 9  | 45 | 38 | +7   |
| 6 | RC Lens (CL)           | 49  | 34 | 14 | 7  | 13 | 46 | 43 | +3   |
| 7 | FC Nantes (CF)         | 48  | 34 | 12 | 12 | 10 | 40 | 34 | +6   |
| - Phase de groupes de la Ligue des Champions 1999-2000 - Troisième tour de la Ligue des Champions 1999-2000 - Premier tour de la Coupe UEFA 1999-2000 - Troisième tour de la Coupe Intertoto 1999 |                        |     |    |    |    |    |    |    |      |

### Coupe de la Ligue
| Date           | Tour  | Adversaire  | Lieu | Score | Buteurs bordelais | Buteurs adverses      | Public |
| 9 janvier 1999 | 1/16e | Le Havre AC | Ext. | 1-0   |                   | Miladin Bečanović 18e | 10 000 |

### Coupe de France
| Date            | Tour  | Adversaire | Lieu | Score | Buteurs bordelais | Buteurs adverses | Public |
| 20 janvier 1999 | 1/32e | FC Metz    | Ext. | 1-0   |                   | Danny Boffin 44e | 10 680 |

### Coupe de l'UEFA
| Date              | Tour                 | Adversaire          | Lieu | Score | Buteurs bordelais                         | Buteurs adverses                                                                                 | Public |
| ----------------- | -------------------- | ------------------- | ---- | ----- | ----------------------------------------- | ------------------------------------------------------------------------------------------------ | ------ |
| 15 septembre 1998 | 1er tour aller       | Rapid Vienne        | Dom. | 1-1   | Michael Hatz 14e (csc)                    | Oliver Freund 64e                                                                                | 15 000 |
| 29 septembre 1998 | 1er tour retour      | Rapid Vienne        | Ext. | 1-2   | Hervé Alicarte 28e · Lassina Diabaté 86e  | T. Wagner 42e                                                                                    | 24 500 |
| 13 octobre 1998   | 2e tour aller        | Vitesse Arnhem      | Ext. | 0-1   | Sylvain Wiltord 44e                       |                                                                                                  | 19 000 |
| 27 octobre 1998   | 2e tour retour       | Vitesse Arnhem      | Dom. | 2-1   | Johan Micoud 8e · Sylvain Wiltord 85e     | Arco Jochemsen 7e                                                                                | 14 764 |
| 24 novembre 1998  | 3e tour aller        | Grasshoppers Zurich | Ext. | 3-3   | Sylvain Wiltord 5e 73e · Johan Micoud 19e | Mikhail Kavelashvili 21e · Kubilay Türkyılmaz 33e · Alexandre Comisetti 53e                      | 7200   |
| 8 décembre 1998   | 3e tour retour       | Grasshoppers Zurich | Dom. | 0-0   |                                           |                                                                                                  | 19 000 |
| 2 mars 1999       | 1/4 de finale aller  | Parme FC            | Dom. | 2-1   | Johan Micoud 40e · Sylvain Wiltord 44e    | Hernán Crespo 84e                                                                                | 33 000 |
| 16 mars 1999      | 1/4 de finale retour | Parme FC            | Ext. | 6-0   |                                           | Hernán Crespo 37e 66e · Enrico Chiesa 43e 59e · Juan Sebastián Verón 48e · Abel Balbo 89e (pen.) | 16 400 |

## Tactique
| \| Ramé 16 Ferrier 5 Alicarte 24 Saveljić 4 Grenet 14 Pavon 7 Diabaté 18 Micoud 8 Benarbia 10 Wiltord 11 Laslandes 9 \| L'équipe type de la saison en 4-4-2. |
| Ramé 16 Ferrier 5 Alicarte 24 Saveljić 4 Grenet 14 Pavon 7 Diabaté 18 Micoud 8 Benarbia 10 Wiltord 11 Laslandes 9                                            |

La tactique principalement utilisée par Élie Baup au cours de la saison est le 4-4-2 dit classique ou à plat. Ce dispositif est composé des quatre défenseurs, deux milieux axiaux, deux joueurs de couloir relativement offensifs puis deux attaquants. Le gardien titulaire est Ulrich Ramé, aligné 32 fois sur 34. Arrivé aux Girondins, en même temps que Stanley Menzo, prêté par Lierse SK en 1997, il a rapidement pris sa place dans les cages à la suite des prestations médiocres de ce dernier dont l'option d'achat ne fut pas levée en 1998. 
La défense la plus souvent alignée est composée de Niša Saveljić et Hervé Alicarte dans l'axe de la défense ainsi que de Victor Torres Mestre (en concurrence avec Romain Ferrier, le plus souvent titularisé en fin de saison) et François Grenet, joueur formé au club, respectivement sur les côtés gauche et droit de la défense. Le jeu des Girondins étant beaucoup porté sur les couloirs, les deux défenseurs centraux ont privilégié les échanges courts avec leurs latéraux qui participaient beaucoup à la construction offensive. Ces latéraux échangeaient alors très peu en première intention avec les milieux de terrain axiaux mais alimentaient plutôt les joueurs qui étaient présents devant eux dans le couloir. Le jeu en triangle fut ainsi beaucoup utilisé, Michel Pavon, milieu défensif, n'hésitant pas à jouer avec les latéraux pour ensuite aller de l'avant.
Le milieu de terrain ne joue pas réellement à plat, on trouve d'abord le capitaine Michel Pavon dans un véritable rôle de récupérateur tandis Lassina Diabaté est plutôt un relayeur chargé d'assurer la transmission du ballon entre la défense, les côtés et l'attaque. À l'instar des défenseurs centraux, on note la propension des milieux axiaux à jouer sur les côtés. Michel Pavon privilégiait en effet Johan Micoud (ou Kizito Musampa) tandis que Lassina Diabaté, à l'image d'un véritable meneur de jeu faisait tourner le ballon sur les deux côtés. Ce sont donc les deux joueurs de couloir, Micoud et Ali Benarbia qui étaient chargés d'alimenter les deux attaquants en ballon. C'est ainsi qu'ils ne sont pas restés cantonnés dans leur couloir et ont également essayé d'apporter du surnombre dans l'axe.
En attaque, c'est la complémentarité de la paire Sylvain Wiltord-Lilian Laslandes qui a permis aux Girondins de terminer avec la meilleure attaque du championnat. Laslandes travaillait dans un rôle de passeur et de pivot tandis que Wiltord, constamment lancé dans la profondeur par Laslandes ou les deux milieux offensifs, était chargé de mettre le ballon au fond des filets. On retrouve cette complémentarité dans les statistiques puisque Wiltord termine meilleur buteur du championnat tandis que Laslandes en est le meilleur passeur.
En plus de son onze de départ, Élie Baup a aussi pu s'appuyer sur un banc de touche fourni pour faire jouer la concurrence et permettre de faire tourner son équipe quand cela était nécessaire. C'est ainsi que, remplaçant au départ, Romain Ferrier s'est au fur et à mesure affirmer face à Torres Mestre pour terminer finalement la saison comme titulaire en tant que latéral gauche tout comme Kodjo Afanou qui remplaça progressivement Saveljic. Dans le secteur offensif, plusieurs joueurs sont restés cantonnés au rôle de joker, c'est le cas de Bruno Da Rocha, Kizito Musampa et Kaba Diawara dans l'ombre de Diabaté, Micoud, Wiltord et Laslandes. Les remplaçants ont pris une place prépondérante dans la conquête du titre. En effet, Diawara auteur d'un doublé au Stade Vélodrome a permis à son équipe de ramener le nul (2-2) de Marseille tandis que c'est Pascal Feindouno qui inscrivait le but du titre au Parc des Princes lors de la dernière journée (2-3).

## Statistiques

### Statistiques collectives
| Compétition       | Débute au tour | Termine          | Matches joués | Gagnés | Nuls | Perdus | Buts pour | Buts contre | Différence |
| ----------------- | -------------- | ---------------- | ------------- | ------ | ---- | ------ | --------- | ----------- | ---------- |
| Division 1        | -              | 1er              | 34            | 22     | 6    | 6      | 66        | 29          | +37        |
| Coupe de France   | 32e de finale  | 32e de finale    | 1             | 0      | 0    | 1      | 0         | 1           | -1         |
| Coupe de la Ligue | 16e de finale  | 16e de finale    | 1             | 0      | 0    | 1      | 0         | 1           | -1         |
| Coupe de l'UEFA   | 1er tour       | Quarts de finale | 8             | 4      | 3    | 1      | 9         | 13          | -4         |
| Total             | -              | -                | 44            | 26     | 9    | 9      | 75        | 44          | +31        |

### Statistiques individuelles

#### Distinctions individuelles
- Ali Benarbia
  - Trophées UNFP 1999 : Meilleur joueur
- Élie Baup
  - Trophées UNFP 1999 : Meilleur entraîneur
  - Trophées France Football 1999 : Entraîneur français de l'année
- Sylvain Wiltord
  - Trophées France Football 1999 : Joueur français de l'année
  - Meilleur buteur du championnat de France 1998-1999 (22 buts)

#### Buteurs
| #  | Joueur           | Ligue 1 | Coupe de France | Coupe de la Ligue | Coupe de l'UEFA | Total |
| -- | ---------------- | ------- | --------------- | ----------------- | --------------- | ----- |
| 1  | Sylvain Wiltord  | 22      | 0               | 0                 | 5               | 27    |
| 2  | Lilian Laslandes | 15      | 0               | 0                 | 0               | 15    |
| 3  | Johan Micoud     | 9       | 0               | 0                 | 3               | 12    |
| 4  | / Kaba Diawara   | 5       | 0               | 0                 | 0               | 5     |
| 5  | Ali Benarbia     | 3       | 0               | 0                 | 0               | 3     |
| 5  | Hervé Alicarte   | 2       | 0               | 0                 | 1               | 3     |
| 5  | Iván Pérez Muñoz | 3       | 0               | 0                 | 0               | 3     |
| 8  | Lassina Diabaté  | 1       | 0               | 0                 | 1               | 2     |
| 8  | Michel Pavon     | 2       | 0               | 0                 | 0               | 2     |
| 10 | / David Jemmali  | 1       | 0               | 0                 | 0               | 1     |
| 10 | / Kizito Musampa | 1       | 0               | 0                 | 0               | 1     |
| 10 | Pascal Feindouno | 1       | 0               | 0                 | 0               | 1     |

#### Passeurs
| #  | Joueur               | Ligue 1 | Coupe de France | Coupe de la Ligue | Coupe de l'UEFA | Total |
| -- | -------------------- | ------- | --------------- | ----------------- | --------------- | ----- |
| 1  | Lilian Laslandes     | 10      | 0               | 0                 | 1               | 11    |
| 2  | Johan Micoud         | 6       | 0               | 0                 | 2               | 8     |
| 2  | Ali Benarbia         | 7       | 0               | 0                 | 1               | 8     |
| 4  | Sylvain Wiltord      | 7       | 0               | 0                 | 0               | 7     |
| 5  | Michel Pavon         | 1       | 0               | 0                 | 2               | 3     |
| 6  | Victor Torres Mestre | 1       | 0               | 0                 | 1               | 2     |
| 6  | Lassina Diabaté      | 2       | 0               | 0                 | 0               | 2     |
| 6  | / Kaba Diawara       | 2       | 0               | 0                 | 1               | 2     |
| 6  | / Kizito Musampa     | 2       | 0               | 0                 | 0               | 2     |
| 10 | Hervé Alicarte       | 1       | 0               | 0                 | 0               | 1     |
| 10 | Iván Pérez Muñoz     | 1       | 0               | 0                 | 0               | 1     |
| 10 | / David Jemmali      | 1       | 0               | 0                 | 0               | 1     |
| 10 | Romain Ferrier       | 1       | 0               | 0                 | 0               | 1     |